# 皮爾皮查卡區
皮爾皮查卡區（西班牙語：Distrito de Pilpichaca），是秘魯的一個區，位於該國中南部萬卡韋利卡大區的瓦伊塔拉省，面積2,162.92平方公里，海拔高度4,092米，2005年人口5,410，人口密度每平方公里2.5人。